# Marea retragere (Rusia)
Marea Retragere a fost o retragere strategică a Armatei Imperiale Ruse din Galiția-Polonia în Primul Război Mondial. Soldații ruși slab echipați și depășiți numeric în anumite secțiuni ale frontului au suferit pierderi uriașe pe parcursul ofensivei de vară a Puterilor Centrale.

## Context
Pe parcursul acestei perioade, Puterile Centrale au format patru noi armate germane: Armata a XI-a, Armata a XII-a, Armata Niemen și Armata de pe Bug. Echilibrul de putere pe Frontul de Est s-a schimbat dramatic 13 armate ale Puterilor Centrale înfruntau nouă armate rusești slăbite. Sub presiunea Kaiserului, Falkenhayn le-a oferit lui Hindenburg și Ludendorff permisiunea unei ofensive în regiune.
Având în vedere aceste evoluții, Stavka a decis să pună în aplicare o retragere tactică cu scopul de a obține timpul necesar pentru a activa potențialul industrial rus capabil de a sprijini efortul de război. Cea mai gravă problemă pentru Armata Rusă în primăvara anului 1915 a fost lipsa armelor și a muniției, astfel un număr mare de oameni care au fost mobilizați în 1914 nu aveau nicio armă.

## Ofensiva
După Ofensiva Gorlice–Tarnów de la începutul lunii iunie 1915, trupele lui August von Mackensen au traversat râul San și au capturat Przemyśl. La data de 20 iunie, comandantul rus a ordonat retragerea din Galiția, iar pe 22 iunie, germanii au ocupat Lvov, capitala regiunii. Retragerea din Galiția a provocat consecințe grave tuturor popoarelor din diferite grupuri etnice care locuiau în regiune. Multi germani din Galiția au fost deja transferați în regiunea Volinia la sfârșitul anului 1914. În timpul Marii Retragerii rusești din vara anului 1915, sute de mii de evrei, germani și polonezi din Galiția au fost evacuați în mod brutal și transferați spre est.
Grație cuceririi Liovului, generalul Mackensen a fost promovat la gradul de feldmareșal, comandantul unui grup de patru armate austro-germane. Între 23 și 27 iunie germanii au trecut, de asemenea, râul Nistru, în cele din urmă ofensiva a fost oprită la începutul lunii iulie, din cauza contraatacurilor rușilor.
Pe 13 iulie, armatele Puterilor Centrale au reluat ofensiva. Linia unităților rusești a intrat în criză și a fost retrasă pe noi poziții defensive (Ivangorod-Lublin-Chełm).

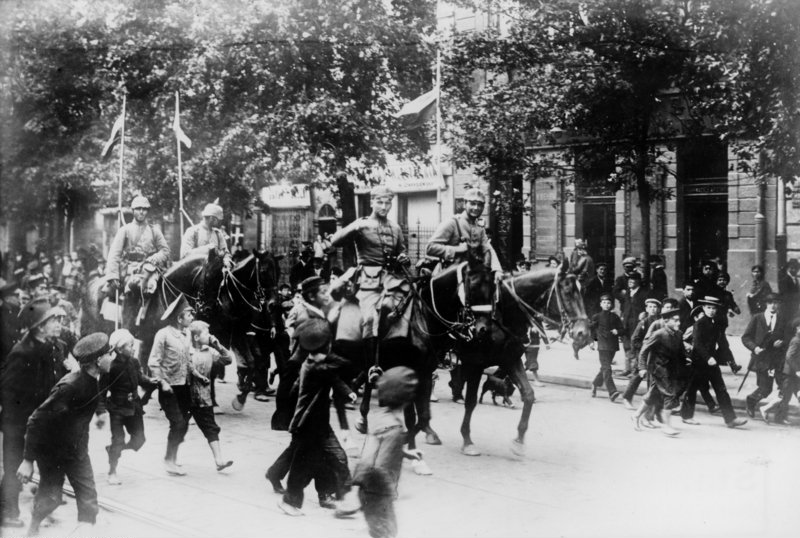
Unitate de cavalerie germană care intră în Varșovia pe 5 august 1915.

Varșovia a fost al doilea cel mai mare oraș european care a căzut în mâinile germanilor, exact la un an după cucerirea Bruxelles-ului, de asemenea, pentru prima dată de la căderea lui Napoleon, Rusia a pierdut controlul capitalei poloneze. În timp ce continua înaintarea germanilor la est de Varșovia, rușii s-au bazat pe garnizoana cetatii Novogeorgievsk.
Noi atacuri a trei armate germane (a VIII-a, a X-a și a XII-a) din Prusia Orientală spre sud a provocat prăbușirea sectorului nordic, forțându-i pe ruși să se retragă pe noi poziții care formau o linie dreaptă pe direcția nord-sud. Germanii au cucerit și orașele Brest-Litovsk (25 august) și Vilnius (19 septembrie).

## Urmări
Anul 1915 a fost unul dezastruos pentru Rusia, pierderea teritoriilor Poloniei, numărul mare de  soldați luați prizonieri și prăbușirea sistemului de alimentare cu combustibil a provocat o criză politică internă gravă, însoțită de scăderea moralului trupelor forțate să se retragă. Linia frontului se întindea de la Marea Baltică la granița română urmând linia Riga-Jakobstadt-Dvinsk-Baranovichi-Pinsk-Dubno-Ternopil.
O altă decizie majoră luată de comandamentul rus a fost adoptarea tacticii pământului pârjolit în teritoriile abandonate, care a fost însoțită de evacuarea forțată a populației.
Pe 21 august 1915, țarul Nicolae al II-lea l-a demis pe Marele Duce Nicolae, preluând comanda directă a armatei.

## Legăturiexterne
- en The Story of the Great War, vol II, cap. XLII, The Strategic Value of Russian Poland (Valoarea strategică a Poloniei)